# PKRA
De PKRA (Professional Kite(board) Riders Association) is naast de KPWT (Kiteboard Pro World Tour) en #WeareLeadme (Corporatie van kitesurfers) de grootste organisator van kitesurfwedstrijden.

## Disciplines
Er worden verschillende disciplines gevaren, bijvoorbeeld:
- Freestyle: Dit is de grootste discipline, hier draait het uiteindelijk allemaal om. Het doel is om binnen 4-8 minuten zo veel en zo moeilijke mogelijke tricks te doen, met zo veel mogelijk stijl. Als je wint, ga je naar de volgende heat. er wordt vaak een dubbele en een enkele eliminatie gevaren. Als je eruit ligt bij de enkele eliminatie, kan je altijd nog winnen door bij de dubbele eliminatie alles te winnen. Een jury beoordeelt de tricks.

- Hangtime: Hier moet je een zo lang en hoog mogelijke sprong maken, de jury neemt de tijd op met stopwatches.

- Best Trick: Bij deze discipline mag je maar 1 trick doen, de kiter die de vetste trick heeft gedaan, wint.

- Speed: Bij deze discipline wint de kiter die de hoogste snelheid heeft behaald.

## Locaties
er wordt op verschillende locaties gevaren. Meestal tussen de 7 en 9 locaties. Elk jaar veranderden er ook weer een paar locaties. Er zijn een paar locaties waar vrijwel elk jaar een PKRA wedstrijd wordt gevaren.
- Coche in Venezuela
- Cabarete in de Dominicaanse Republiek
- Sotavento  in Fuerteventura
- Cumbuco in Brazilië
- New Caledonia
- Sint peter ording in Duitsland
- Leucate in Frankrijk